# Moro I (sitio arqueológico)
Moro I es un sitio arqueológico con restos humanos ubicado en la margen este del Río Limay a la altura del Embalse Ezequiel Ramos Mexía. Fue hallado por la familia Moro, residente de Villa El Chocón, en el año 2005. Los restos pertenecen a un individuo de tres años de edad y la antigüedad según fechado radiocarbónico es de 1770 años antes del presente. El entierro se encontraba entre dos rocas, y el individuo en posición fetal.